# Крученозубка білоуста
Крученозубка білоуста (Tortula leucostoma) — вид мохів порядку потіальних (Pottiales).

## Поширення
Батьківщиною є Європа, Північна Америка, Азія.
Населяє ґрунт, мул, глина, особливо вапняні субстрати, іноді злітно-посадкові смуги та нори дрібних ссавців, типово субарктичні, арктичні та альпійські середовища проживання; від низьких до високих (0–3700 метрів).

## Характеристика
Листки яйцеподібно-ланцетні чи зрідка яйцеподібні, верхівка широко-гостра чи округло-гостра, краї загнуті в середині 2/3 листка або більше, дистально не облямовані чи слабо облямовані. Вид автоічний або пароїчний. Коробочкові ніжки 0.4–1.9 см. Коробочка коротко-циліндрична, прямовисна і майже пряма, урноподібна, 1.5–2 мм. Спори ≈ 23–25 мкм, кулясті й густо-сосочкові. Коробочки зрілі влітку.